# Adur (rzeka)
Adur (ang. River Adur) – rzeka w południowo-wschodniej Anglii, niemal w całości w hrabstwie West Sussex, dopływ kanału La Manche. Powierzchnia dorzecza wynosi około 500 km².
Pod nazwą Adur kryją się w rzeczywistości dwie rzeki o oddzielnych źródłach, zbiegające się w środkowym biegu, skąd wspólnie kontynuują bieg do morza. Rzeka zachodnia (Western Adur) ma swoje źródło w pobliżu wsi Slinfold i płynie w kierunku południowo-wschodnim przez wsie Shipley i West Grinstead. Rzeka wschodnia (Eastern Adur) rozpoczyna swój bieg w Ditchling Common, na skraju hrabstwa East Sussex. Początkowo płynie ona na północ, po czym skręca na zachód, opływając miasto Burgess Hill. Obie rzeki łączą się w pobliżu miasta Henfield. Stamtąd Adur płynie na południe, przepływając przez wsie Bramber i Upper Beeding. Nad ujściem do kanału La Manche położone jest miasto Shoreham-by-Sea.